# Turuachi
Turuachi är en ort i Mexiko.   Den ligger i kommunen Guadalupe y Calvo och delstaten Chihuahua, i den nordvästra delen av landet, 1 100 km nordväst om huvudstaden Mexico City. Turuachi ligger 2 093 meter över havet och antalet invånare är 1 131.
Terrängen runt Turuachi är huvudsakligen kuperad. Turuachi ligger nere i en dal. Runt Turuachi är det mycket glesbefolkat, med 6 invånare per kvadratkilometer. Närmaste större samhälle är Las Yerbitas Aserradero, 9,4 km sydväst om Turuachi. I omgivningarna runt Turuachi växer huvudsakligen savannskog.